# Pontfaverger-Moronvilliers
Pontfaverger-Moronvilliers é uma comuna francesa na região administrativa do Grande Leste, no departamento de Marne. Estende-se por uma área de 31.52 km², e possui 1.751 habitantes, segundo o censo de 2018, com uma densidade de 56 hab/km².